# Fichten (Bad Steben)
Fichten ist ein Gemeindeteil des Marktes Bad Steben im Landkreis Hof (Oberfranken, Bayern). Fichten liegt in der Gemarkung Obersteben.

## Geografie
Der Weiler liegt am Osthang einer Erhebung (679 m ü. NHN), auf der sich die Frankenwarte befindet. Nördlich des Ortes entspringt der Thierbach, ein linker Zufluss des Bobengrüner Bachs. Ein Anliegerweg führt einen halben Kilometer östlich zur Kreisstraße HO 32.

## Geschichte
Fichten wurde 1741 erstmals schriftlich erwähnt. Es gehörte zur Realgemeinde Lochau. Gegen Ende des 18. Jahrhunderts bestand Fichten aus vier Anwesen (2 Viertelhöfe, 2 halbe Tropfhäuser). Die Hochgerichtsbarkeit hatte das bayreuthische Kasten- und Richteramt Lichtenberg. Das bayreuthische Kastenamt Thierbach war der Grundherr sämtlicher Anwesen.
Von 1797 bis 1810 unterstand Fichten dem Justiz- und Kammeramt Naila. Infolge des Ersten Gemeindeedikts wurde Fichten dem 1812 gebildeten Steuerdistrikt Untersteben und der zugleich entstandenen die Ruralgemeinde Obersteben zugewiesen. Im Zuge der Gebietsreform in Bayern wurde Fichten am 1. Januar 1971 nach Bad Steben eingemeindet.

### Einwohnerentwicklung
| Jahr      | 001799 | 001819 | 001861 | 001871 | 001885 | 001900 | 001925 | 001950 | 001961 | 001970 | 001987 | 002013 |
| Einwohner | 15     | *      | 22     | 23     | 22     | 15     | 9      | 17     | 19     | 25     | 16     | 14     |
| Häuser    | 3      |        |        |        | 4      | 3      | 2      | 3      | 3      |        | 3      |        |
| Quelle    | [ 9 ]  | [ 6 ]  | [ 10 ] | [ 11 ] | [ 12 ] | [ 13 ] | [ 14 ] | [ 15 ] | [ 16 ] | [ 17 ] | [ 18 ] |        |

## Religion
Fichten ist evangelisch-lutherisch geprägt und bis heute nach St. Jakobus (Geroldsgrün) gepfarrt.